# Paul Guidé
Paul Guidé (1884–1940) foi um ator francês da era do cinema mudo. Guidé apareceu em mais de sessenta filmes antes de 1930, incluindo La dame de Monsoreau (1913), no qual interpretou Henrique III de França.

## Filmografia selecionada
- La dame de Monsoreau (1913)
- The Man Without Nerves (1924)
- Fanfan la Tulipe (1925)
- Les Misérables (1925)
- The Loves of Casanova (1927)